# Lomonosoffiella albipes
Lomonosoffiella albipes är en stekelart som beskrevs av Girault 1913. Lomonosoffiella albipes ingår i släktet Lomonosoffiella och familjen puppglanssteklar. Inga underarter finns listade i Catalogue of Life.